# Ајуб ел Каби
Ајуб ел Каби (арап. ‎‎أيوب الكعبي; фр. Ayoub El Kaabi); Казабланка, 25. јун 1993) професионални је марокански фудбалер који примарно игра на позицији нападача.

## Клупска каријера
Професионалну каријеру почео је током 2013. као играч екипе Расинга из Казабланке за који је играо пуних пет сезона у мароканској другој лиги. Потом у јуну 2017. за око 500.000 евра прелази у редове прволигаша Ренесанса из Беркана у чијем дресу је у првој сезони постигао 12 голова на 24 одигране утакмице.  

## Репрезентативна каријера
За сениорску репрезентацију Марока дебитовао је 13. јануара 2018. на Првенству афричких нација чији домаћин је по први пут био Мароко. На том првенству Ел Каби је одиграо свих шест утакмица за Мароко, постигавши чак 11 голова.
Селектор Ерве Ренар уврстио га је на списак играча за Светско првенство 2018. у Русији, где је одиграо прве две утакмице за Мароко у групи Б.

### Голови за репрезентацију
| №   | Датум            | Место      | Ривал       | Голови | Резултат | Такмичење                       |
| --- | ---------------- | ---------- | ----------- | ------ | -------- | ------------------------------- |
| 1.  | 13. јануар 2018. | Казабланка | Мауританија | 1:0    | 4:0      | Првенство афричких нација 2018. |
| 2.  | 13. јануар 2018. | Казабланка | Мауританија | 3:0    | 4:0      | Првенство афричких нација 2018. |
| 3.  | 17. јануар 2018. | Казабланка | Гвинеја     | 1:0    | 3:1      | Првенство афричких нација 2018. |
| 4.  | 17. јануар 2018. | Казабланка | Гвинеја     | 2:1    | 3:1      | Првенство афричких нација 2018. |
| 5.  | 17. јануар 2018. | Казабланка | Гвинеја     | 3:1    | 3:1      | Првенство афричких нација 2018. |
| 6.  | 27. јануар 2018. | Казабланка | Намибија    | 1:0    | 2:0      | Првенство афричких нација 2018. |
| 7.  | 31. јануар 2018. | Казабланка | Либија      | 1:0    | 3:1      | Првенство афричких нација 2018. |
| 8.  | 31. јануар 2018. | Казабланка | Либија      | 2:1    | 3:1      | Првенство афричких нација 2018. |
| 9.  | 4. фебруар 2018. | Казабланка | Нигерија    | 4:0    | 4:0      | Првенство афричких нација 2018. |
| 10. | 27. март 2018.   | Казабланка | Узбекистан  | 1:0    | 2:0      | Пријатељска утакмица            |
| 11. | 4. јун 2018.     | Женева     | Словачка    | 1:1    | 2:1      | Пријатељска утакмица            |